# Le Grand Chariot
Le Grand Chariot (franz. für „Der große Wagen“) ist ein Filmdrama von Philippe Garrel, das im Februar 2023 im Rahmen der Internationalen Filmfestspiele Berlin im Wettbewerb seine Premiere feierte und im September 2023 in die französischen Kinos kam. In dem Film spielen die Kinder des Regisseurs, Louis Garrel, Esther Garrel und Léna Garrel drei Geschwister, die nach dem Tod ihres Vaters ein fahrendes Puppentheater weiter am Leben zu erhalten versuchen.

## Handlung
Drei Geschwister, ein Vater und eine Großmutter führen ein fahrendes Puppentheater. Als der Vater während einer Aufführung stirbt, versuchen die verbleibenden Familienmitglieder, sein Erbe am Leben zu erhalten.

## Produktion

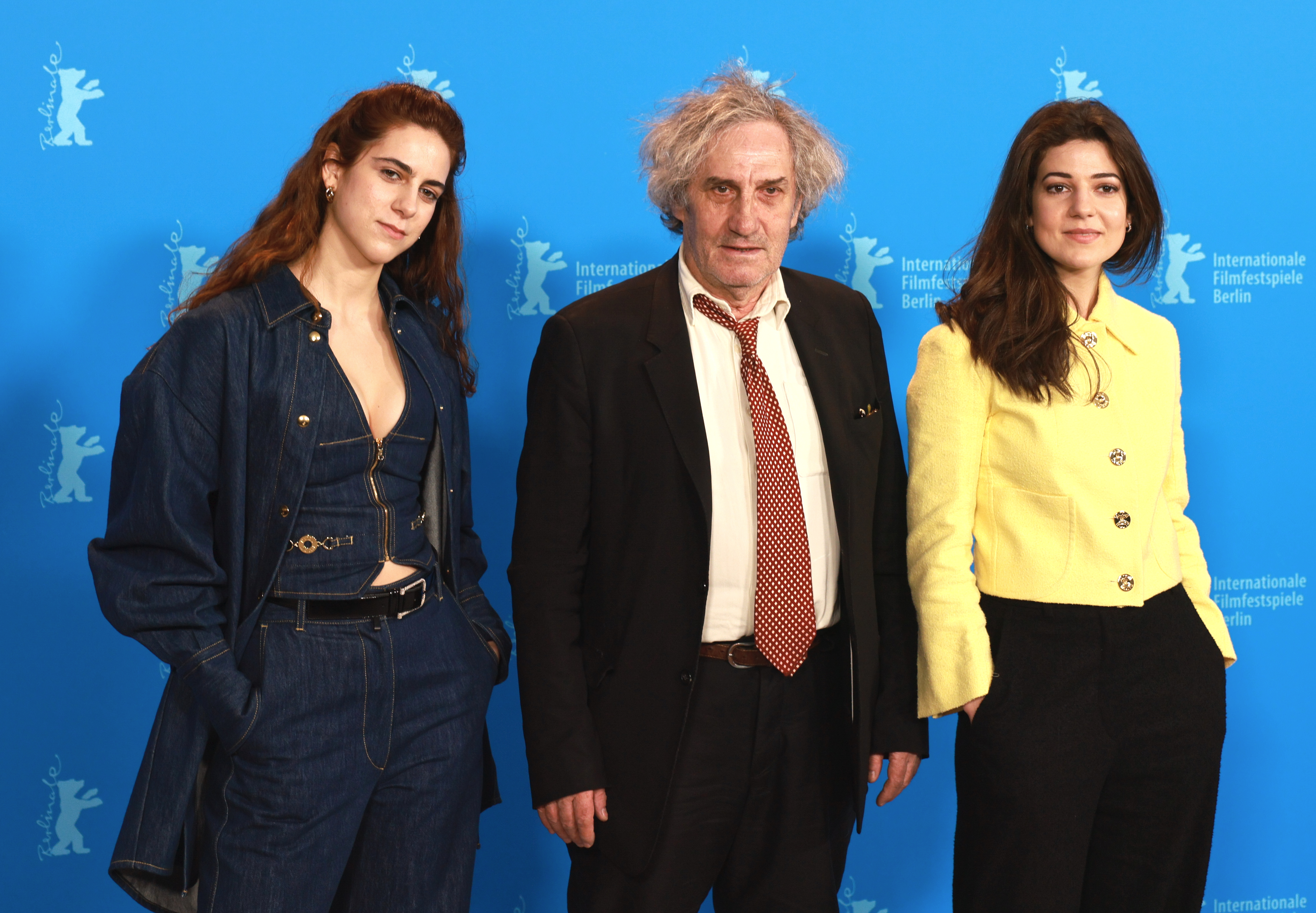
Regisseur Philippe Garrel mit seinen Töchtern Esther Garrel und Lena Garrel bei der Premiere des Films bei den Internationalen Filmfestspielen Berlin

Regie führte Philippe Garrel, der gemeinsam mit seiner Ehefrau Caroline Deruas-Garrel, dem im Februar 2021 verstorbenen Jean-Claude Carrière und Arlette Langmann auch das Drehbuch geschrieben hatte. Maurice Garrel, der Vater des Regisseurs, war Puppenspieler in der Truppe von Gaston Baty, sein Pate Alain Recoing war Gründer des Théâtre aux mains nues in Paris.
Neben seinem Sohn Louis Garrel und seiner Tochter Esther Garrel spielt auch seine Tochter Léna Garrel im Film. Sie sind in den Rollen der Geschwister Louis, Martha und Lena zu sehen. Erstmals sind alle drei Kinder des Regisseurs in einem Film zu sehen, die bei seiner Entstehung 38, 30 und 22 Jahre alt waren. In weiteren Rollen sind Alain Recoings Sohn Aurélien Recoing als der Vater, Damien Mongin als Pieter, Francine Bergé als die Großmutter, Mathilde Weil als Hélène und Asma Messaoudene als Laura zu sehen.
Als Kameramann fungierte Renato Berta. Das Szenenbild schuf Manu de Chauvigny.
Wie bereits bei Garrels letzten Filmen Im Schatten der Frauen, Liebhaber für einen Tag und Das Salz der Tränen komponierte Jean-Louis Aubert die Filmmusik.
Le Grand Chariot feierte am 21. Februar 2023 im Rahmen der Internationalen Filmfestspiele Berlin seine Premiere, wo der Film im Wettbewerb gezeigt wurde. Am 13. September 2023 kam der Film in die französischen Kinos. Im Oktober 2023 wurde der Film bei der Viennale gezeigt.

## Rezeption

### Kritiken
Der Film erhielt gemischte Kritiken.

### Auszeichnungen
Gijón International Film Festival 2023
- Nominierung in der Sektion Albar[8]

Internationale Filmfestspiele Berlin 2023
- Nominierung im Wettbewerb um den Goldenen Bären
- Auszeichnung für die Beste Regie (Philippe Garrel)